# Kasuzuke
Il kasuzuke (粕漬け?) (traslitterato anche come kasu-zuke) è una pietanza tipica della cucina giapponese, fatta a base di tsukemono (sottaceti).

## Storia
Diffusa nella regione del Kansai dal periodo Nara, la sua produzione si espanse per tutta la nazione durante il periodo Edo.